# Etatyzacja
Etatyzacja (etat – fr. état „państwo”) – pojęcie ekonomiczne i socjologiczne określające działanie polegające na ustaleniu liczby zatrudnienia w danej instytucji, wraz z wysokością budżetu przeznaczoną na ich wynagrodzenia.